# Moncalieri Calcio
A.S.D. Moncalieri Calcio 1953 - comunemente noto come Moncalieri - è la principale squadra di calcio con sede nell'omonima città.
Nato come Moncalieri Calcio nel 1953, il Moncalieri è una delle squadre che rappresentano la città piemontese.

## Storia

### La storia recente
Il momento più fulgido è quello rappresentato dal Moncalieri a cavallo degli anni novanta e duemila.
Dopo una serie di campionati di Serie D, il Moncalieri nell'estate del 1997 passò dal presidente Domenico Pavia a Giuseppe Aghemo, dirigente dell'Unione Industriale di Torino e appassionato di calcio. Il primo anno del nuovo corso fu difficile. Neo retrocesso in Eccellenza, dopo essere partito con l'obiettivo del ritorno immediato in serie D, riuscì a salvarsi soltanto nelle ultime giornate. La stagione successiva 1998/99 il Moncalieri vinse il girone A di Eccellenza piemontese con il record storico di punti di distacco sulla seconda, l'Asti, subendo una sola sconfitta, a Saluzzo. Nello stesso anno il Moncalieri vinse la Coppa Italia regionale, la Coppa Italia di Promozione ed Eccellenza nazionale e la Supercoppa di Eccellenza regionale. Sotto la presidenza Aghemo trionfò nel Girone A del Campionato Nazionale Dilettanti, raggiungendo per la prima volta la Serie C2 e con essa il calcio professionistico.
La società bianco-azzurra era così riuscita a diventare la terza squadra della provincia di Torino, e lo stadio "Testona" venne ampliato da 1.500 a 3.000 spettatori di capienza, a sottolineare l'entusiasmo della cittadinanza e la volontà di raggiungere la salvezza nel primo campionato professionistico della storia di Moncalieri e del Moncalieri. In estate, il presidente Aghemo passò la mano a Francesco Cimminelli, neo proprietario del Torino). 
Ma nella stagione seguente (2000-01), il campionato di Serie C2 si rivelò difficile per la formazione del mister Giuseppe Brucato. Il tecnico, in un girone che includeva anche il Sassuolo, la Triestina, il Mantova, la Cremonese, il Novara, la Pro Vercelli, la Biellese, l'Alto Adige, il Padova ed altre nobili decadute, non riuscì che a raccogliere pochi punti, giungendo penultimo in campionato e, pur pareggiando per 0 a 0 entrambi gli spareggi play-out con il Legnano (piazzato meglio in campionato), per regolamento dovette salutare la categoria.
Con la cessione della società da parte del patron Francesco Cimminelli (che gestiva contemporaneamente il Torino) ad un nuovo presidente, dopo poche stagioni, il Moncalieri retrocesse dalla Serie D e trovò la sua dimensione nella Seconda Categoria, la penultima del calcio targato FIGC, categoria nella quale nelle ultime stagioni ha galleggiato a metà classifica. Dopo un'altra retrocessione, il Moncalieri si è trovato in Seconda Categoria, salvo poi essere rilevato dopo un'ulteriore crisi societaria: a maggio 2010 viene acquisita dal patron della Dynamo Moncalieri Salvatore Brodella, che ha operato una fusione tra le due società moncalieresi per riportare in alto il calcio della città.
Oggi il Moncalieri vuole tornare alle glorie dei tempi passati ripartendo da zero. Il neo presidente Giorgio Chiappino ha le idee ben chiare e soprattutto una buona esperienza sul campo, infatti, quest’ultimo ha iniziato facendo la gavetta con l’oratorio del Testona da una decina di anni or sono, proprio dalla parte opposta di strada Revigliasco, dove sorge il Comunale dello storico Moncalieri. Il terreno di gioco di tutte le Giovanili e Prima squadra sarà quello, per i più grandi l’obiettivo di salire di categoria in categoria anno dopo anno, mentre per i più piccoli il duro compito di far crescere il settore e portare gioventù alla prima squadra. 
Oltre alle squadre maschili il Moncalieri Calcio 1953 ha un importante settore femminile. 
Nella stagione 2022/2023 la Prima Squadra Femminile ha vinto il Campionato di Eccellenza ottenendo la Promozione nella Serie C. 
Oltre alla Prima Squadra Femminile in Serie C il Moncalieri ha una Juniores Femminile Under 19 in categoria regionale. 

## Colori e simboli
- Prima divisa: maglia azzurra, calzoncini bianchi e calzettoni azzurri.
- Seconda divisa: maglia bianca, calzoncini bianchi e calzettoni azzurri.

Tutte le divise sono stemmate con il marchio "Moncalieri Calcio 1953", con il dio Nettuno su sfondo blu e croce bianca su sfondo rosso in stile sabaudo.

## Strutture

### Stadio
Lo stadio del Moncalieri è dalla fondazione il "Testona" - oggi "Comunale" - (m 102x60).
La capienza originaria dell'impianto era di 1.500 spettatori, poi incrementata a 3.000 in seguito alla promozione in Serie C2 nel 2000.

### Sedi sociali
Dalla fondazione nel 1953 ad oggi, il Moncalieri nel corso degli anni ha avuto altre diverse sedi:
- 2010 - Via F. Confalonieri 9
- 1984 - Via Fratelli Bandiera 3
- 2010 - Via Luigi Einaudi 44

## Allenatori e presidenti
| Allenatori - 1999-2001 Giuseppe Brucato - 2004-2006 Roberto Razionale - 2017-2018 Gianluca Demasi - 2018-2020 Maurizio Grieco | Presidenti - 1997-2000 Giuseppe Aghemo - 2000 Francesco Cimminelli - 2010-2017 Salvatore Brodella - 2017-2019 Giorgio Chiappino |

## Palmarès

### Competizioni nazionali
- Serie D: 1

1999-2000 (girone A)

### Competizioni regionali
- Eccellenza: 2

1992-1993 (girone B), 1998-1999 (girone B)
- Promozione: 1

1982-1983 (girone C)
- Coppa Italia Dilettanti Piemonte-Valle d'Aosta: 1

1998-1999

### Altri piazzamenti
- Prima Categoria:

Secondo posto: 2015-2016 (girone F)
Terzo posto: 2014-2015 (girone F)
- Scudetto Dilettanti:

Semifinalista: 1999-2000
- Coppa Italia Dilettanti:

Finalista: 1998-1999

## Statistiche e record

### Partecipazioni ai campionati
| Livello | Categoria                       | Partecipazioni | Debutto   | Ultima stagione | Totale |
| ------- | ------------------------------- | -------------- | --------- | --------------- | ------ |
| 4º      | Serie C2                        | 1              | 2000-2001 | 2000-2001       | 1      |
| 5º      | Campionato Interregionale       | 6              | 1983-1984 | 1988-1989       | 12     |
| 5º      | Campionato Nazionale Dilettanti | 4              | 1993-1994 | 1996-1997       | 12     |
| 5º      | Serie D                         | 2              | 1999-2000 | 2001-2002       | 12     |